# Xi1 Ceti
Pour les articles homonymes, voir Xi Ceti.
Désignations
Xi1 Ceti (ξ1 Ceti / ξ1 Cet) est une étoile binaire de la constellation équatoriale de la Baleine. Elle est visible à l'œil nu et sa magnitude apparente combinée est de 4,36. D'après la mesure de sa parallaxe annuelle par le satellite Gaia, le système est distant d'environ 96 pc (∼313 al) de la Terre. Il se rapproche du Système solaire à une vitesse radiale héliocentrique de −4 km/s. L'étoile est située non loin de l'écliptique et elle est donc sujette aux occultations lunaires.

## Propriétés
Xi1 Ceti est une binaire spectroscopique. Son compagnon a été détecté pour la première fois en 1901 par William Wallace Campbell à l'observatoire Lick en utilisant le spectrographe Mills,. La paire possède une orbite circulaire d'une période de 4,5 ans et leur séparation est de 3,8 ua. Il s'agit également d'une binaire à éclipses suspectée avec une amplitude de variation de 0,03 magnitude, ce qui suggèrerait que le plan orbital du système présente une forte inclinaison.
L'étoile primaire du système, désignée Xi1 Ceti A, est une étoile à baryum légère et une géante jaune de type spectral G7III Ba0,4 Fe-1. Morgan et Keenan, en 1973, l'avaient classée comme une géante lumineuse avec une sous-abondance anormale en cyanogène. Des preuves d'une surabondance en éléments issus du processus s dans le spectre de l'étoile ont été trouvées, bien que cela ait été contesté dans une étude antérieure. L'étoile est 3,8 fois plus massive que le Soleil et son rayon est 18 fois plus grand que le rayon solaire. Elle est 210 fois plus lumineuse que le Soleil et sa température de surface est de 5 184 K.
Son compagnon, désigné Xi1 Ceti B, est une naine blanche d'une masse équivalente à 80 % la masse du Soleil et de type DA4. Elle a été détectée en 1985 grâce à son émission dans l'ultraviolet.